# Автономне джерело живлення
Автоно́мне джерело́ жи́влення — джерело електричної енергії, яке потрібно для роботи схем та пристроїв, не пов'язаних з лініями електропередавання. Розрізняють автономне джерело живлення, конструктивно об'єднане зі споживачем електрики (наприклад, гальванічні або акумуляторні батареї у переносних радіоприймачах і кишенькових електричних ліхтариках, сонячні батареї на штучних супутниках Землі чи, стартерні і тягові акумуляторні батареї на транспорті тощо), і автономне джерело живлення виносного типу, не пов'язане зі споживачем (наприклад, пересувна електростанція на ДВЗ, вітрогенератор не приєднаний до енергомережі, енергопоїзд та інше).